# レイニー川 (ミネソタ州・オンタリオ州)
レイニー川 (レイニーがわ、Rainy River) は、アメリカ合衆国のミネソタ州とカナダのオンタリオ州との間の国境となっている川。長さ約137km。
レイニー湖西部から流れ出し、おおむね西、北西に流れて南からウッズ湖へ注ぐ。川沿いにはインターナショナルフォールズ、フォートフランシス、ボーデット、レイニーリバーがある。インターナショナルフォールズの場所では水力発電が行われている。
レイニー川にはボーデット・レイニーリバー国際橋、フォートフランシス・インタナショナルフォールズ国際橋が架かっている。
川に沿ってカナダ側にはカナディアン・ナショナル鉄道の路線が通っている。

## 流路
レイニー川→ウッズ湖→ウィニペグ川→ウィニペグ湖→ネルソン川→ハドソン湾